# Nacho Ruipérez (director de cine y guionista)
Nacho Ruipérez Fernández (Valencia, 1983) es un guionista, director de cine y series de televisión valenciano director de la película El desentierro, que obtuvo 6 premios en la primera edición de los premios de la Academia Valenciana de la Academia Valenciana 2018.

## Biografía
Nacho Ruipérez se licenció en Comunicación Audiovisual por la Escuela Politécnica Superior de Gandia. Antes de dedicarse al cine, cursó estudios de música y arte dramático, pero decidió abandonar su carrera musical para centrarse en el cine y el teatro.
Inició su carrera profesional en el ámbito escénico, colaborando durante más de diez años con varias compañías teatrales. En 2010, completó el Máster Iberoamericano de Guion para Cine en la Universidad Internacional Menéndez Pelayo y un máster en postproducción digital en la Universidad Politécnica de Valencia.
En 2018, estrenó su segundo largometraje como director, El Desentierro, en el Festival de Cine Europeo de Sevilla. Este thriller, rodado en los arrozales de la Albufera de Valencia fue distribuido por Filmax y protagonizado por Leonardo Sbaraglia, Nesrin Cavadzade, Michel Noher y Jan Cornet. La película ganó 6 premios en la primera edición de los premios de la Academia Valenciana del Audiovisual (Premios Berlanga, actualmente Premios Lola Gaos).
En 2020 dirigió y coescribió el docudrama Estallidos de luz, producido por Wasalia Dreams y protagonizado por Iris Ribera, se estrenó en el Festival Internacional de Cinema Jove de Valencia.
En 2021 codirigió las temporadas 12, 13, 14 y 15 de la serie televisiva "L'Alqueria Blanca" y fue director de las temporadas 16 y 17 de la misma serie, producida por Ondenou y À Punt Media, RTVV.
Ruipérez es miembro de la Academia de las Artes y las Ciencias Cinematográficas de España, socio numerario de AVAV y de EDAV (Asociación de Escritores/as del Audiovisual Valenciano).              

## Filmografía

### Cortometrajes
- La -mal tratada- historia de María (2007)[20]

- La Victoria de Úrsula (2012)[21]

- La Ropavejera (2014)[22]

### Largometrajes
- Blue lips (2014)[23]

- El Desentierro (Coproducción España-Argentina; El Desentierro AIE, Abordar, Aleph Media, RTVE, 2018)[24][25][26]

### Documentales
- Estallidos de luz (2020)[17][27]

### Televisión
- La Alquería Blanca (2021-actualidad)[1]